# 索恩-霍金-普雷斯基爾賭局
索恩-霍金-普雷斯基爾賭局（英語：Thorne–Hawking–Preskill bet）是發生於1997年，三位理論物理學家針對黑洞資訊悖論所做的物理學賭局，參加者由基普·索恩與史蒂芬·霍金兩位組成一方，另一方則為約翰·普雷斯基爾。

## 概論
索恩與霍金這一方的論點為：廣義相對論的古典學說不允許黑洞放出輻射，並且會喪失資訊，是故霍金輻射所攜帶的質能跟資訊必然是「新的」，而非來自於黑洞視界內部。如此的結果與量子力學中由波函數攜帶資訊的微觀因果律相違背，而量子力學必須重新改寫。普雷斯基爾則辯稱：既然量子力學表示黑洞發出的資訊會與早先落入黑洞的資訊相關，廣義相對論的黑洞觀點反而該調整。賭局獲勝方的獎品為由勝方任選的百科全書，以表彰「資訊可以任意從百科全書中取得。」
在2004年，霍金宣佈讓步。他相信黑洞視界表面會出現量子漲落並漏出資訊。他贈送普雷斯基爾一本棒球百科全書《Total Baseball, The Ultimate Baseball Encyclopedia》比較了「燒毀一本百科全書」與從黑洞擷取出的無用資訊這兩件事，霍金開玩笑地說：「與其送普雷斯基爾一本棒球百科全書，或許我更應該送他一堆灰燼。」另一方面，索恩則不信服霍金的證明，而拒絕贈送另一方獎品。時至2008年，相關物理學界並未完全接受霍金對悖論的論證，在此議題上也未達成最後共識。
先前霍金曾猜測黑洞中心的奇點可能可以形成一條連通至「嬰兒宇宙」的橋樑，而落入黑洞的資訊可以通過該橋樑。這樣的概念在科幻作品中相當流行。但在霍金更新的觀點中（於2004年在都柏林舉辦的第17屆「廣義相對論與重力」國際會議中發表），黑洞終將放出其吞噬並攪亂的資訊。